# 苏珊·卡伯特
蘇珊·卡伯特（英語：Susan Cabot；原名哈丽特·珀尔·夏皮罗；1927年7月9日—1986年12月10日）是美国电影、舞台和电视女演员。她因在各种西部片中的角色而声名鹊起，包括《战斧》（1951年）、《银溪决斗》（1952年）和《枪烟》（1953年）。
20世纪50年代中期，卡伯特与环球影业终止合同后，重返纽约剧院表演。随后，她在本世纪后期返回好莱坞，并出现在罗杰·科曼导演的一系列电影中，例如《姐妹会女孩》 (1957)、 《卫星之战》和《机枪凯利》 (均为1958)。她在科曼的恐怖片《黄蜂女》（1959）中最后一次亮相。
卡伯特在接下来的二十年里大部分时间都在隐居中度过，尽管她确实在20世纪60年代初出现在非百老汇剧院，并在1970年的电视连续剧《布雷肯的世界》中露面。到了20世纪80年代，卡伯特患有严重的精神疾病，包括抑郁症、自杀念头和非理性恐惧症。
1986年12月10日，卡伯特唯一的孩子、22岁的蒂莫西·罗曼（Timothy Roman）在洛杉矶的家中用举重杆将她打死，据称卡伯特在惊慌中醒来并袭击了他。患有侏儒症并患有脑下垂体问题的罗曼承认过失杀人罪，并因弑母罪被判处三年缓刑。

## 传记

### 1927–1946：早年生活
卡伯特于1927年7月9日出生于马萨诸塞州波士顿的一个犹太家庭，原名哈里特·珀尔·夏皮罗（Harriet Pearl Shapiro）。她的早年生活充满了动荡。在她的父亲抛弃了他们的家庭后，卡伯特的母亲伊丽莎白被送进了收容机构，卡伯特成了孤儿。 她随后在八个不同的寄养家庭长大， 她早年的大部分时间是在纽约市布朗克斯区度过的。 死后透露，卡伯特在寄养期间遭受了情感和性虐待，引发了严重的创伤后应激障碍。 
卡伯特在曼哈顿上高中， 并找到了一份儿童读物插画师的工作。 她通过在曼哈顿乡村谷仓俱乐部表演的歌手来补充收入。  1944 年 7 月 30 日，她在华盛顿特区与第一任丈夫、艺术家马丁·萨克尔结婚，当时她还是未成年人。 萨克尔是童年好友，这次婚姻为卡伯特提供了离开寄养家庭的机会。 

### 1947-1959：演艺生涯
卡伯特在二十世纪福克斯公司的黑色电影《死亡之吻》 （1947 年）中首次亮相，该片在纽约拍摄，饰演一名餐厅顾客。 随后，哥伦比亚影业公司的星探发现她在乡村谷仓表演，并为她挑选了《萨摩亚岛》 （1950 年）。 这个角色导致了更多的好莱坞角色，卡伯特与环球影业签订了合同。 她与工作室合作的第一部电影是 1951 年的《西部战斧》 。 同年，卡伯特与丈夫萨克尔离婚，随后与约旦国王侯赛因有多年的恋情。 
基于她在《萨摩亚岛》和《战斧》中的表演，卡伯特在一系列类似的西方和阿拉伯主题电影中担任主角，例如《阿帕奇山口之战》 、 《银溪决斗》和《儿子》阿里巴巴（全部 1952 年）。  1953年，她又主演了两部西部片： 《Gunsmoke》和《Ride Clear of Diablo》 。 
卡伯特对自己的电影工作不满意，于 1954 年要求解除合同她回到纽约，并在伦纳德·坎特 ( Leonard Kantor)执导、华盛顿特区制作的哈罗德·罗宾斯 (Harold Robbins ) 的《给丹尼·费舍尔 (Danny Fisher) 的一块石头》(A Stone for Danny Fisher)中扮演角色，重新开始了她的舞台生涯。 卡伯特在纽约师从桑福德·迈斯纳 (Sanford Meisner)学习表演， 并继续追求舞台生涯，于 1959 年在波士顿短暂演出了音乐剧《香格里拉》。 

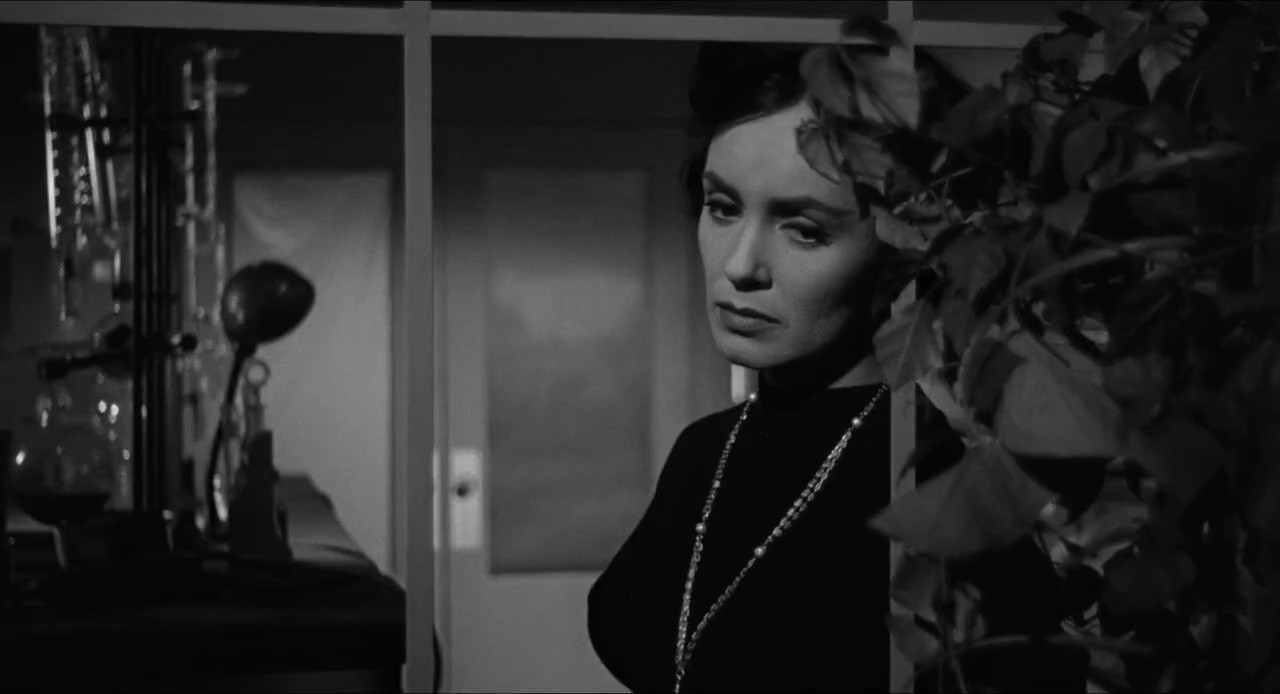
卡伯特在她最后的电影角色《黄蜂女》（1959）中

卡伯特回到洛杉矶，在 20 世纪 50 年代后期恢复了电影生涯，为罗杰·科曼 (Roger Corman) 出演了一系列电影：《摇滚嘉年华》 、《姐妹会女孩》 、 《维京妇女和海蛇》 （全部 1957 年）、 《卫星之战》 ，和机枪凯利（均 1958 年）。 同年，她在西部堡垒大屠杀中担任主角，与乔尔·麦克雷演对手戏。 卡伯特的最后一个电影角色是在科曼的恐怖片《黄蜂女》 （1959）中。 在谈到与科曼的合作时，卡伯特回忆道：“完全疯狂。就像一部欧洲电影”，尽管她表示科曼“有点特立独行...... 他非常聪明，思维敏捷。” 
Cabot had a seven-year affair with King Hussein of Jordan and their only child was born out of wedlock in 1964. She received $1500 in monthly support from Hussein. In 1968, she married her second husband Michael Roman with whom she raised her son, Timothy Scott Roman, before again divorcing in 1983.
在她生命的最后几年，卡伯特饱受抑郁症和自杀念头的困扰，并受到各种非理性、强烈恐惧的困扰。她接受了一位有执照的心理学家的护理，但心理学家发现她非常困扰并且生病，以至于治疗变得“情绪耗尽”。 卡伯特变得越来越无法照顾自己；她家里堆满了多年的垃圾，变质的食物到处都是。  1986 年底，卡博特的心理健康状况显着恶化。 尽管房屋内部肮脏不堪，卡伯特虽然已经从演艺界退休，但仍然保持着“充足”的收入，这主要归功于房地产投资和她对老式汽车的迷恋，她定期购买、修复和转售这些汽车。 

## 离世
1986 年 12 月 10 日，卡伯特 22 岁的儿子蒂莫西·斯科特·罗曼 (Timothy Scott Roman) 在洛杉矶恩西诺附近的家中用举重杆将她打死。 他被指控犯有二级谋杀罪。 
在审判中，罗曼作证说，他的母亲在尖叫中叫醒了他，但他没有认出他，并呼唤着她的母亲伊丽莎白。当他试图呼叫紧急服务时，她用杠铃杆和手术刀袭击了他。罗曼从她手中夺过杠子，反复殴打她的头部。 
然后他藏起了酒吧和手术刀，并告诉警方，一名戴着忍者面具的男子杀死了他的母亲（相信没有人会相信他关于她精神疾病的故事）。罗曼的辩护律师声称，他们的委托人对其母亲的攻击做出的攻击性反应是由于他服用药物来对抗侏儒症和垂体问题 ，因为这些药物与克雅氏病（CJD）朊病毒污染有关。 
在审判结束时，检察官将指控改为非故意杀人罪，  ，因为审判时没有提供任何证据来支持预谋（这是谋杀定罪所必需的）。高等法院法官达琳·E·申普 (Darlene E. Schempp) 审议了 10 分钟，最终判定罗曼犯有过失杀人罪。罗曼，已经花了2+1⁄2监禁， 于 1989 年 11 月 28 日被判处三年缓刑， 并被勒令寻求精神咨询。 他因在监狱等待审判的时间而受到赞扬。 
蒂莫西于 2003 年去世。 

## 电影年表

### 电影
| 年     | 标题                | 角色                   | 笔记                                         | Ref.   |
| ------ | ------------------- | ---------------------- | -------------------------------------------- | ------ |
| 1947年 | 死亡之吻            | 餐厅额外费用           | 未注明出处                                   | [ 2 ]  |
| 1950年 | 在萨摩亚岛上        | 莫阿娜                 |                                              | [ 2 ]  |
| 1951年 | The·Enforcer</link> | 尼娜·隆巴尔多          | 未注明出处 </br>替代标题：谋杀公司           |        |
| 1951年 | 钺                  | 莫纳西塔               | 替代标题：保德河之战                         |        |
| 1951年 | 王子是个小偷        | 女孩                   | 未注明出处                                   |        |
| 1951年 | 阿拉比的火焰        | 克里奥                 | 替代名称：沙漠之火                           |        |
| 1952年 | 阿帕奇山口之战      | 诺娜                   |                                              | [ 2 ]  |
| 1952年 | 银溪决斗            | 简·“达斯蒂”·法戈       | 替代标题：索赔跳线                           | [ 2 ]  |
| 1952年 | 阿里巴巴的儿子      | 塔拉                   |                                              | [ 2 ]  |
| 1953年 | 硝烟                | 丽塔·撒克逊            | 替代标题：男人的国家；粗暴                   | [ 2 ]  |
| 1954年 | 远离暗黑破坏神      | 劳里·凯尼恩            | 替代标题：布雷肯里奇故事                     | [ 2 ]  |
| 1957年 | 嘉年华摇滚          | 娜塔莉·库克            |                                              | [ 15 ] |
| 1957年 | 联谊会女孩          | 萨布拉·坦纳            | 替代标题： 《坏人》 ；联谊会之家             | [ 16 ] |
| 1957年 | 维京妇女和海蛇      | 恩格尔                 | 替代标题：海底怪物；维京女性                 | [ 16 ] |
| 1958年 | 卫星之战            | 西比尔·卡林顿          |                                              | [ 17 ] |
| 1958年 | 机枪凯利            | 弗洛伦斯·“弗洛”·贝克尔 |                                              | [ 18 ] |
| 1958年 | 堡垒大屠杀          | 皮特女孩               |                                              |        |
| 1959年 | 投降——地狱！        | 迪莉娅·格雷罗          | 替代标题：布莱克本游击队；布莱克本的猎头公司 |        |
| 1959年 | 黄蜂女              | 珍妮丝·斯塔林          | 替代标题： 《蜜蜂女孩》；昆虫女              | [ 17 ] |

### 电视
| 年     | 标题         | 角色      | 笔记                   |
| ------ | ------------ | --------- | ---------------------- |
| 1958年 | 有枪-会旅行  | 安吉拉    | 剧集《高年级学生》     |
| 1959年 | 有枪-会旅行  | 贝基·卡弗 | 剧集《科曼奇》         |
| 1970年 | 布雷肯的世界 | 亨丽埃塔  | 情节：“一、二、三……哭” |

## 舞台制作人员
| 年     | 标题                  | 角色   | 笔记                                     | Ref.   |
| ------ | --------------------- | ------ | ---------------------------------------- | ------ |
| 1954年 | 献给丹尼·费舍尔的石头 |        | 国家剧院，华盛顿特区                     | [ 6 ]  |
| 1955年 | 无事生非              |        | 布拉特尔剧院                             | [ 6 ]  |
| 1955年 | 维罗纳二绅士          |        | 邻里剧场                                 | [ 6 ]  |
| 1956年 | 香格里拉              | 罗岑   | 波士顿舒伯特剧院                         | [ 19 ] |
| 1956年 | 香槟综合体            |        | 默特尔比奇剧场，默特尔比奇，南卡罗来纳州 | [ 20 ] |
| 1956年 | 尼克博克假期          |        | 长滩剧场，长岛；三城剧院，宾厄姆顿       | </br>  |
| 1962年 | 亲密关系              | 玛德琳 | 美人鱼剧场                               | [ 23 ] |